# Paardensport op de Olympische Zomerspelen 1984
Paardensport is een van de sporten die beoefend werden tijdens de Olympische Zomerspelen 1984 in Los Angeles. Er werden in Los Angeles 6 onderdelen afgewerkt in 3 categorieën met telkens een individueel onderdeel en een onderdeel voor landenteams: de military, de dressuur en het springconcours.
Zowel Nederland als België behaalden op deze Spelen geen medailles bij de paardensport.

## dressuur

### individueel
| rang   | sporter                  | paard      | land | score |
| ------ | ------------------------ | ---------- | ---- | ----- |
| Goud   | Reiner Klimke            | Ahlerich   | FRG  | 1504  |
| Zilver | Anne Grethe Jensen       | Marzog     | DEN  | 1442  |
| Brons  | Otto Hofer               | Limandus   | SUI  | 1364  |
| 4      | Ingamay Bylund           | Aleks      | SWE  | 1332  |
| 5      | Herbert Krug             | Muscadeur  | FRG  | 1323  |
| 6      | Christopher Bartle       | Wily Trout | GBR  | 1279  |
| 6      | Uwe Sauer                | Montevideo | FRG  | 1279  |
| 8      | Annemarie Sanders-Keyzer | Amon       | NED  | 1271  |

### team
| rang   | sporter                                                        | paard                               | land | score          | totaal |
| ------ | -------------------------------------------------------------- | ----------------------------------- | ---- | -------------- | ------ |
| Goud   | Reiner Klimke Uwe Sauer Herbert Krug                           | Ahlerich Montevideo Muscadeur       | FRG  | 1797 1582 1576 | 4955   |
| Zilver | Otto Hofer Christine Stückelberger Amy-Cathérine de Bary       | Limandus Tansanit Aintree           | SUI  | 1609 1606 1458 | 4673   |
| Brons  | Ulla Håkansson Ingamay Bylund Louise Nathhorst                 | Flamingo Aleks Inferno              | SWE  | 1589 1582 1459 | 4630   |
| 4      | Annemarie Sanders-Keyzer Tineke Bartels-de Vries Jo Rutten     | Amon Duco Ampere                    | NED  | 1591 1539 1456 | 4586   |
| 5      | Anne Grethe Jensen Torben Ulsø Olsen Marie-Louise Castenskiøld | Marzog Patricia Stradivarius        | DEN  | 1701 1496 1377 | 4574   |
| 6      | Hilda Gurney Sandy Pflueger-Clarke Robert Dover                | Keen Marco Polo Romantico           | USA  | 1530 1516 1513 | 4559   |
| 7      | Christilot Hanson-Boylen Bonny Chesson Eva Maria Pracht        | Anklang Satchmo Little Joe          | CAN  | 1540 1496 1467 | 4503   |
| 8      | Christopher Bartle Jane Bartle-Wilson Jennie Loriston-Clarke   | Wily Trout Pinocchio Prince Consort | GBR  | 1547 1489 1427 | 4463   |

## eventing

### individueel
| rang   | sporter              | paard         | land | score  |
| ------ | -------------------- | ------------- | ---- | ------ |
| Goud   | Mark Todd            | Charisma      | NZL  | -51.60 |
| Zilver | Karen Stives         | Ben Arthur    | USA  | -54.20 |
| Brons  | Virginia Holgate     | Priceless     | GBR  | -56.80 |
| 4      | Torrance Fleischmann | Finvarra      | USA  | -60.40 |
| 5      | Pascal Morvillers    | Gulliver -B-  | FRA  | -63.00 |
| 6      | Lucinda Green        | Regal Realm   | GBR  | -63.80 |
| 7      | Marina Sciocchetti   | Master Hunt   | ITA  | -67.00 |
| 8      | Mauro Checcoli       | Spey Cast Boy | ITA  | -67.00 |

### team
| rang   | sporter                                                           | paard                                         | land | score                         | totaal  |
| ------ | ----------------------------------------------------------------- | --------------------------------------------- | ---- | ----------------------------- | ------- |
| Goud   | Karen Stives Torrance Fleischmann Michael Plumb Bruce Davidson    | Ben Arthur Finvarra Blue Stone J.J. Babu      | USA  | -54.20 -60.40 -71.40 -75.20   | -186.00 |
| Zilver | Virginia Holgate Lucinda Green Ian Stark Diana Clapham            | Priceless Regal Realm Oxford Blue Windjammer  | GBR  | -56.80 -63.80 -68.60 -165.20  | -189.20 |
| Brons  | Dietmar Hogrefe Bettina Overesch Claus Erhorn Burkhard Tesdorpf   | Foliant Peacetime Fair Lady Freedom           | FRG  | -74.40 -79.60 -80.00 -216.05  | -234.00 |
| 4      | Pascal Morvillers Marie Christine Duroy Armand Bigot Daniel Nion  | Gulliver B Harley Jacquou du Bois Gerome A    | FRA  | -63.00 -85.40 -87.60 -115.00  | -236.00 |
| 5      | Andrew Hoy Mervyn Bennett Vicki Roycroft Wayne Roycroft           | Davey Regal Reign Looking Ahead Regal Monarch | AUS  | -80.00 -87.40 -91.00 DNF      | -258.40 |
| 6      | Mark Todd Mary Hamilton Andrew Nicholson Andrew Bennie            | Charisma Whist Kahlua Jade                    | NZL  | -51.60 -98.00 -130.40 -200.80 | -280.00 |
| 7      | Marina Sciocchetti Mauro Checcoli Bartolo Ambrosione Geremia Toia | Master Hunt Spey Cast Boy Brick Semi Valley   | ITA  | -67.00 -146.70 DNF            | -280.70 |
| 8      | Jan Jönsson Göran Breisner Christian Persson Michael Pettersson   | Isolde Bobalong Joel Up to date               | SWE  | -86.40 -99.65 -153.80 -198.80 | -339.85 |

## springconcours

### individueel
| rang   | sporter                 | paard          | land | score |
| ------ | ----------------------- | -------------- | ---- | ----- |
| Goud   | Joe Fargis              | Touch of Class | USA  | 4.00  |
| Zilver | Conrad Homfeld          | Abdullah       | USA  | 4.00  |
| Brons  | Heidi Robbiani          | Jessica V      | SUI  | 8.00  |
| 4      | Mario Deslauriers       | Aramis         | CAN  | 8.00  |
| 5      | Bruno Candrian          | Slygof         | SUI  | 8.00  |
| 6      | Luis Alvarez de Cervera | Jexico De Park | ESP  | 8.50  |
| 7      | Frédéric Cottier        | Flambeau C     | FRA  | 12.00 |
| 7      | Paul Schockemöhle       | Deister        | FRG  | 12.00 |
| 7      | Melanie Smith           | Calypso        | USA  | 12.00 |

### team
| rang   | sporter                                                                                          | paard                                          | land | score                   | totaal |
| ------ | ------------------------------------------------------------------------------------------------ | ---------------------------------------------- | ---- | ----------------------- | ------ |
| Goud   | Joe Fargis Conrad Homfeld Leslie Burr Melanie Smith                                              | Touch of Class Abdullah Albany Calypso         | USA  | 0.00 8.00 12.00 DNF     | 12.00  |
| Zilver | Michael Whitaker John Whitaker Steven Smith Timothy Grubb                                        | Overton Amanda Ryans Son Shining Example Linky | GBR  | 8.00 20.75 27.00 28.25  | 36.75  |
| Brons  | Paul Schockemöhle Peter Luther Franke Sloothaak Fritz Ligges                                     | Deister Livius Farmer Ramzes                   | FRG  | 8.00 12.00 19.25 29.00  | 39.25  |
| 4      | Ian Millar Hugh Graham Jim Elder Mario Deslauriers                                               | Big Ben Elrond Shawline Aramis                 | CAN  | 12.00 16.00 20.00 24.50 | 40.00  |
| 5      | Heidi Robbiani Bruno Candrian Philippe Guerdat Willi Melliger                                    | Jessica V Slygof Pybalia Van Gogh              | SUI  | 5.00 12.00 32.00        | 41.00  |
| 6      | Philippe Rozier Frédéric Cottier Eric Navet Pierre Durand                                        | Jiva Flambeau C J't'Adore Jappeloup            | FRA  | 20.00 21.75 DNF         | 49.75  |
| 7      | Alberto Honrubia Alvariño Luis Alvarez de Cervera Rutherford Latham Luis Astolfi Pérez de Guzmán | Kaoua Jexico De Park Idaho E Feinschnitt Z     | ESP  | 8.00 11.00 33.00 56.50  | 52.00  |
| 8      | Giorgio Nuti Graziano Mancinelli Bruno Scolari Filippo Moyersoen                                 | Impedoumi Ideal de la Haye Joyau d'Or Adam II  | ITA  | 16.00 20.00 39.25 DNF   | 75.25  |

## Medaillespiegel
| rang   | land                     | goud | zilver | brons | totaal |
| ------ | ------------------------ | ---- | ------ | ----- | ------ |
| 1      | Verenigde Staten         | 3    | 2      | 0     | 5      |
| 2      | Bondsrepubliek Duitsland | 2    | 0      | 2     | 4      |
| 3      | Nieuw-Zeeland            | 1    | 0      | 0     | 1      |
| 4      | Groot-Brittannië         | 0    | 2      | 1     | 3      |
| 5      | Zwitserland              | 0    | 1      | 2     | 3      |
| 6      | Denemarken               | 0    | 1      | 0     | 1      |
| 7      | Zweden                   | 0    | 0      | 1     | 1      |
| totaal | totaal                   | 6    | 6      | 6     | 18     |

Parijs 1900 · 
Stockholm 1912 · 
Antwerpen 1920 · 
Parijs 1924 · 
Amsterdam 1928 · 
Los Angeles 1932 · 
Berlijn 1936 · 
Londen 1948 · 
Helsinki 1952 · 
Melbourne 1956 · 
Rome 1960 · 
Tokio 1964 · 
Mexico-stad 1968 · 
München 1972 · 
Montréal 1976 · 
Moskou 1980 · 
Los Angeles 1984 · 
Seoel 1988 · 
Barcelona 1992 · 
Atlanta 1996 · 
Sydney 2000 · 
Athene 2004 · 
Peking 2008 · 
Londen 2012 · 
Rio de Janeiro 2016 · 
Tokio 2020 · 
Parijs 2024 · 
Los Angeles 2028
Medaillewinnaars
Atletiek · Basketbal · Boksen · Boogschieten · Gewichtheffen · Gymnastiek · Handbal · Hockey · Honkbal (demonstratie) · Judo · Kanovaren · Moderne vijfkamp · Paardensport · Roeien · Schermen · Schietsport · Schoonspringen · Synchroonzwemmen · Tennis (demonstratie) · Voetbal · Volleybal · Waterpolo · Wielersport · Worstelen · Zeilen · Zwemmen